# Lepidodes
Lepidodes là một chi bướm đêm thuộc họ Erebidae.